# Tancy so zwiozdami
Tancy so zwiozdami (ros. Танцы со звёздами, tłum. Tańce z gwiazdami) – program rozrywkowy nadawany przez Rossija 1 od 2006 roku. Program produkowany jest na podstawie formatu Dancing with the Stars na licencji BBC Worldwide.

## Zasady programu
W programie biorą udział pary złożone z gwiazdy oraz zawodowego tancerza towarzyskiego, które w każdym odcinku prezentują przygotowany taniec, oceniany przez półprofesjonalną komisję jurorską, w skali ocen od 1 do 10. Oprócz punktów przyznanych przez sędziów, o końcowej klasyfikacji decydują telewidzowie poprzez głosowanie telefonicznie oraz SMS-owe. Najlepiej oceniona w rankingu jurorów lub telewidzów para otrzymuje maksymalną liczbę punktów (np. przy udziale 10 par jest to 10 punktów), kolejna para otrzymuje jeden punkt mniej itd., a para znajdująca się na ostatnim miejscu rankingu otrzymuje 1 punkt. O ostatecznym wyniku odcinka decyduje suma otrzymanych punktów z obu rankingów, a para z najmniejszą ilością punktów odpada z programu.

## Uczestnicy

### Pierwsza edycja (wiosna 2006)
1. Marija Sittiel i Władisław Borodinow
2. Anton Makarskij i Anastasija Sidioran
3. Natasza Korolowa i Jewgienij Papinaiszwili

- Jelena Jakowlewa i Aleksandr Litwinienko
- Wiaczesław Grunskij i Jarosława Danilienko
- Igor Boczkin i Irina Ostroumowa
- Aleksiej Krawczenko i Marina Kopyłowa
- Łarisa Gołubkina i Igor Kondraszow

### Druga edycja (jesień 2006)
1. Аnnа Snatkina i Jewgenij Grigorow

- Aleksandr Oleszko i Irina Marusiejewa
- Swietłana Mastierkowa i Siergiej Żochow
- Julija Menszowa i Jan Galpierin
- Kiryłł Andrejew i Marina Kopyłowa
- Aleksandr Paszutin i Swietłana Bogdanowa
- Oksana Fiodorowa i Aleksandr Litwinienko
- Aleksandr Diediuszko i Liana Szakurowa
- Aleksiej Goman i Liudmiła Czegriniec
- Anastasija Mielnikowa i Denis Kaspier

### Trzecia edycja (2008)
1. Darija Sagaliowa i Anton Kowaliow
2. Lera Kudriawczewa i Aleksiej Mazurin
3. Natalia Gromuszkina i Piotr Szigin

- Irina Saltykowa i Jewgienij Papunaiszwili
- Alika Smiechowa i Arkadij Polieżajew
- Agnija Miszczenko i Iwan Kryłow
- Irina Klimowa i Siergiej Pożarinskij
- Tatiana Łazariewa i Aleksandr Litwinienko
- Anfisa Czechowa i Eldar Sajfutdninow
- Swietłana Swietikowa i Aleksandr Baurow
- Agata Chluszczewska i Andrej Karpow
- Swietłana Chorkina i Jan Galpierin

### Czwarta edycja (2009)
- Julija Sawiczewa i Jewgienij Papunaiszwili
- Anna Kowalczuk i German Mażirin
- Natalia Boczkariowa i Aleksandr Litwinienko
- Anna Gogowa i Jan Galpierin
- Jekaterina Waganowa(inne języki) i Jurij Askarow
- Kirill Pletniow i Arina Naumowa
- Sierigiej Astachow i Swietłana Bogdanowa
- Elena Wiorobiej i Kirill Nikitin
- Władimir Epifanczew i Anastasija Nowożiłowa
- Jelena Zacharowa i Dmitrij Czernysz
- Iraklij Pircchaława i Inna Swiecznikowa
- Aleksandr Suwiorow i Arina Naumowa
- Anastasija Czernobrowina i Denis Kaspier

### Piąta edycja (2010)
- Nadieżda Ruczka i Eldar Sajfutdinow
- Lajsan Utiaszewa i Aleksiej Mazurin
- Tatiana Puszkina i Aleksiej Katyszow
- Sofiko Szewiardnadze i Denis Kaspier
- Marija Siomkina(inne języki) i Andrej Kaprow
- Anastasija Stoczka i Jewgienij Maliszko
- Natalla Padolska i Gleb Gorszkow
- Ksienija Sobczak i Jewgenij Papunaiszwili
- Julija Zimina i Nikołaj Pantiuchin
- Aleksandr Paszkow i Arina Naumowa
- Anton Chabarow i Jekaterina Trofimowa
- Aleksandr Niewski i Oksana Sidorienko
- Maksim Konowiałow i Jekaterina Zubiariewa
- Anatolij Żurawliow i Olga Bakuszina
- Aleksiej Ledieniow i Dasza Reznikowa
- Iwan Oganiesian i Inna Swiecznikowa
- Maksim Szcziogoliew i Kristina Asmałowska
- Eduard Fliorow i Swietłana Bogdanowa

### Szósta edycja (2011)
W tym sezonie w skład par wchodziły jedynie znane osobowości, a profesjonalni tancerze nie brali udziału w edycji.
- Tatiana Bułanowa i Dmitrij Liaszenko
- Kornelija Mango i Aleksiej Iwanow
- Albina Dżanabiajewa i Andrej Fomin(inne języki)
- Jegor Łazienko i Jelena Kuleczka
- Irina Muromczewa i Brios Chlebnikow
- Dmitrij Mazurow i Anna Gawrilienko
- Alena Swiridowa i Dmitrij Kłokow
- Boris Smolkin(inne języki) i Swietłana Lakszewicz
- Artiem Michaiłow i Wika Kruta
- Daniil Bielych i Anastasija Myskina
- Aleksandr Prianikow i Anna Kalinina
- Sati Spiwakowa(inne języki) i Michtar Gusiengardżiew
- Diana Ghurckaia i Siergiej Białaszew
- Michaił Mamajew(inne języki) i Irina Antonienko
- Aleksandr Samojczenko i Anna Babkina
- Ksenija Worodina i Aleksandr Gołowin

### Siódma edycja (2012)
- Natasza Ionowa i Jewgenij Papinaiszwili
- Marina Kim i Aleksandr Litwinienko
- Marat Baszarow i Kristina Asmałowska
- Siergiej Agapkin i Jekaterina Osipowa
- Olga Buzowa i Andrej Karpiow
- Kristina Asmus(inne języki) i Artiem Lialin
- Angelina Wiowk i Ołeg Wieczkasow
- Paweł Prilucznyj i Ksienija Dmitrijewa
- Ksenija Wdowina i Dmitrij Nakostienko
- Władimir Litwinow(inne języki) i Jelena Uspienska
- Anatolij Paszinin i Ksenija Putko
- Wiktor Byczkow i Swietłana Bogdanowa

### Ósma edycja (2013)
- Jelena Podkaminska i Andrej Karpiow
- Ałena Bodonajewa i Jewgenij Papinaiszwili
- Anastasija Menszikowa i Dmitrij Taszkin
- Siergiej Biaryszew i Julija Winar
- Witalij Gogunskij i Jekateina Osipowa
- Uljana Donskowa i Artiom Lialin
- Stas Kostiuszkin i Anna Gudyno
- Wiktor Nabiutow i Marija Smolnikowa
- Siergiej Pisarienko i Wiktorija Zadorożna
- Danija Poliakow i Ałła Anastasiewa
- Olga Prokofiewa i Aleksandr Kowszarow
- Anna Tieriechowa i Jurij Kremniow
- Irina Szadrina i Aleksandr Lodiniow

### Dziewiąta edycja (2015)
- Irina Piegowa i Andrej Kozłowskij[2]
- Adelina Sotnikowa i Gleb Sawczenko
- Swietłana Iwanowa i Jewgenij Papunaiszwili
- Ksienija Alfiorowa i Denij Taginczew
- Agnija Ditkowskite i Jewgenij Rajew
- Jekatierina Wołkowa i Michaił Szczepkin
- Lubow Tołkalina i Wadim Liubuszkin
- Walerija Czaj Germanika i Maksim Pietrow
- Jekaterina Żarkowa i Witalij Surma
- Sevara Nazarxon i Aleksandr Nabiullin
- Marija Gołubkina(inne języki) i Leonid Burło
- Sława i Aleksiej Bałasz
- Tatjana Owsijenko i Jewgenij Kuzin
- Julija Wołkowa i Andrej Kapriow

### Dziesiąta edycja (2016)
1. Aleksandra Jursuliak i Denis Taginczew
2. Helli Juwarowa i Jewgenij Rajew
3. Dmitrij Miller(inne języki) i Jekaterina Osipowa
4. Głafira Tarchanowa(inne języki) i Jewgenij Papunaiszwili
5. Jewgenij Tkaczuk i Inna Swiecznikowa
6. Aleksandr Pietrow(inne języki) i Anastasija Anteliawa
7. Irina Biezrukowa i Maksim Pietrow
8. Julija Siniczyna i Wasilij Dielowow
9. Anastasija Wiedenska i Andrej Karpiow
10. Jekaterina Starszowa i Władisław Kożewnikow
11. Daniil Spiwakowskij i Ksenija Putko
12. Alisa Griebienszczikowa i Michaił Szczepkin
13. Timur Batrutdinow i Ksenia Pożilenkowa
14. Igor Wojnarowskij i Julia Winar
15. Jeff Monson i Marija Smołnikowa
16. Aliona Jakowlewa i Witalij Surma

### Jedenasta edycja (2020)
- Marija Poroszyna i Jewgenij Rajew
- Andriej Sokołow i Jekatierina Osipowa
- Ałona Babienko i Maksim Pietrow
- Andriej Czernyszow i Anna Mielnikowa
- Iwan Stiebunow i Nina Swiecznikowa
- Artiom Tkaczenko i Walerija Siemienowa
- Piotr Romanow i Marija Smolnikowa
- Jekatierina Warnawa i Denis Taginciew
- Marija Iwakowa i Jewgienij Papunaiszwili
- Ełena Letuczaja-Anaszenkowa i Władisław Kwartin
- Darija Moroz i Swiatosław Gierasimow